# Девятаев (фильм)
«Девята́ев» — российский военно-исторический художественный фильм 2021 года режиссёров Тимура Бекмамбетова и дебютанта в режиссуре Сергея Трофимова.
Основан на реальных исторических событиях и рассказывает о подвиге советского лётчика-истребителя Михаила Петровича Девятаева, совершившего 8 февраля 1945 года побег из немецкого концлагеря на угнанном им немецком самолёте-бомбардировщике «Хейнкель Хe 111» на острове Узедом в Балтийском море во время Великой Отечественной войны (1941—1945).
Сценарий к фильму написан на основе автобиографической книги «Побег из ада» Михаила Девятаева, консультантом картины выступил его сын — Александр Девятаев. В основе сюжета история Михаила Девятаева — лётчика-истребителя Великой Отечественной войны. В июле 1944 года его самолёт был сбит, а он попал в немецкий плен. В самых сложных условиях ему совместно с другими военнопленными удалось разработать и реализовать план побега из усиленно охраняемого гитлеровского ракетостроительного концлагеря на острове Узедом, где проходили испытания секретного оружия Фау-2.
Главную роль исполнил актёр Павел Прилучный (вместо изначально планировавшегося Данилы Козловского).

## Сюжет
1957 год. Михаил Девятаев с семьёй возвращается с первомайского парада в Казани, на котором сталкивается с Григорием Лариным — отцом своего боевого товарища Николая, переметнувшегося к немцам, который не может простить ему смерть своего сына.
Лето 1944 года. 13 июля 1944 года авиация отражает налёт вражеской авиации под Львовом. Идёт Великая Отечественная война. Войска Красной армии ведут наступление, но враг ещё очень силён.
13 июля 1944 года в воздушном бою в районе Львова бортовые стрелки подбитого немецкого бомбардировщика He-111 повреждают двигатель самолёт лётчика-истребителя Михаила Девятаева, который после этого вынужден покинуть кабину горящего самолёта, сев на землю с помощью парашюта. Приземлившись на захваченной противником территории, Девятаев попадает в плен, в Лодзинский лагерь для военнопленных.
Там Михаил находит своего друга Колю Ларина, который считался сбитым и погибшим. Но оказывается, что тот переметнулся к немцам, так как по приказу № 270 людей, которые сдались в плен врагу, считали дезертирами, а их семьи подлежали немедленному аресту.
Ларин радуется встрече и предлагает боевому товарищу перейти к немцам, встречая при этом непонимание Девятаева.
Теперь Девятаеву предстоит сделать выбор: умереть в концлагере или снова подняться в небо, но уже в рядах Люфтваффе. Он выбирает третий вариант — побег.
Однако побег заканчивается неудачно — его и ещё двух беглецов ловят. Ларин расстреливает беглеца, при этом пытаясь подсказать Девятаеву, как себя вести, чтобы выжить. Михаил бьёт бывшего товарища по лицу.
Девятаева ожидает неминуемая гибель в лагере лагере Заксенхаузен, но во время санобработки попадает в руки парикмахера, который, узнав о том, что Михаил — лётчик-истребитель, отдаёт ему документы артиллериста, объясняя, что лётчиков сжигают в крематории сразу.
Так Михаил оказывается в другом вражеском концлагере на немецком острове Узедом в Балтийском море.
На сверхсекретном немецком полигоне Пенемюнде, расположенном на этом острове, испытывают новейшее «оружие возмездия» нацистской Германии — баллистические ракеты «Фау-2», а это значит, что покинуть остров живыми заключённые концлагеря не смогут.
В концентрационном лагере Девятаев случайно узнаёт от погибшего во время взрыва дефектной ракеты заключённого о команде, которая планировала сбежать на лодке. Среди них был и руководитель их отряда — Соколов. Но Девятаев, раскритиковав план заговорщиков, предлагает угнать бомбардировщик He-111, готовый к вылету в любой момент. Герои узнают о сбитом идентичном бомбардировщике и через Соколова устраиваются на работы в месте его падения, где Михаил забирает с собой таблички с подписями для приборов и индикаторов, чудом не попав в поле зрения надзирателя. Не без помощи Соколова, который свободно владеет немецким, лётчик расшифровывает их значения, заучивая их на память.
Вскоре выясняется, что Вилли, надзиратель из числа советских военнопленных, узнаёт о том, что группа пленных собиралась бежать на лодке, и его определяют простым заключённым с целью вычислить заговорщиков.
Девятаев, повторяя с одним из заключённых немецкие названия приборов, кричит, что слышит Вилли, который поднимает охрану.
Соколова отправляют проверить койку Девятаева, но «находит» там только собственную медаль «За отвагу», которую выдаёт за железяку, от которой и подняли охрану.
В один из дней группа готовится привести план в действие, ради чего Соколов заводит беседу с надзирателем, который более-менее владеет русским, отвлекая его от товарища с молотком, который должен забить фашиста и завладеть его одеждой. Но план срывается, когда на остров совершает налёт советская авиация. Девятаева оглушает взрывом одной из авиабомб, и он видит, как мощная авиабомба падает прямо на ангар с «Хенкелем», но не взрывается.
Контуженный, он насильно вызывается добровольцем и вместе с товарищами обезвреживает бомбу, получая в награду от генерала усиленный офицерский паёк.
Вечером к Девятаеву прицепляется Вилли, который провоцирует его на драку, пытаясь заявить, что Михаил с товарищами готовит побег. Девятаеву ничего не остаётся, кроме как задушить его.
В наказание Девятаева приговаривают к 20 ударам палкой и назначают Соколова исполнить наказание. Тот бьёт вполсилы, тайком давая Михаилу знать, чтобы тот подыгрывал, но начальник лагеря вдруг отстраняет его и приказывает другому подчинённому закончить начатое. Тот едва не забивает Девятаева до смерти…
Одновременно с этим Ларина допускают до полётов на истребителе, и по окончании полёта он узнаёт о том, что на секретный объект благодаря парикмахеру из Заксенхаузена попал пленный советский лётчик, которого он знает в лицо. Ему приказывают прибыть на остров и вычислить лётчика.
На следующий день на аэродром прибывает отряд гестапо, и всех заключённых выстраивают в три шеренги. Прикрывая Девятаева, который получил тяжёлые травмы и балансирует между жизнью и смертью, один из заговорщиков, предварительно попросив товарища навестить родных в Ленинграде, устраивает провокацию, в суматохе которой Девятаев «проскальзывает» в другой ряд, уже осмотренный Лариным. После окончания процедуры опознания команда во время обеденного перерыва с трудом исполняет первоначальный замысел и проникает в ангар, наскоро готовя самолёт к вылету.
Девятаев с огромным трудом (глаза не могут сфокусироваться на деталях приборов) проникает в кабину и руководит действиями беглецов. С затруднениями, вызванными незнанием беглецами всех особенностей аэродромного обслуживания, «Хейнкель» покидает ангар и летит на взлетно-посадочную полосу, на которую в этот же момент совершают посадку истребители.
Тем временем Ларину рассказывают о недавнем инциденте с авиабомбой, и он приказывает развернуть машину и ехать к ангару, который оказывается пустым, а под грузовиком находят труп надзирателя. Ларин несётся на грузовике наперерез разворачивающемуся для взлёта самолёту, а комендант лагеря на легковом авто пытается остановить самолёт, расстреливая его из MP-40.
Самолёт по необъяснимой для беглецов причине не может взлететь, и Девятаеву приходится дважды повторять взлёт. Взлетев в последний момент, он теряет контроль над самолётом и во время пикирования вспоминает из рассказов Ларина, что проблема в триммере руля высоты, в последний момент восстанавливая контроль над машиной. Но в погоню за беглецами вылетает Николай на своем Messerschmitt Bf.109. Ему удаётся тяжело ранить заключённого, который стоял за пулемётом, и вывести из строя правый двигатель. Неожиданно у предателя заканчивается боекомплект, и он пытается сбить «Хейнкель», раз за разом ударяя своим самолётом о фюзеляж бомбардировщика. Девятаев приказывает достать пулемёт из носовой турели, и Соколов расстреливает кассету в двигатель истребителя, выводя из строя его управление. Девятаев, который пытался убедить Ларина присоединиться к ним и вместе вернуться на Родину, получает от него просьбу не говорить ничего отцу. Он видит, как неуправляемый «Мессершмитт» врезается в землю, а бомбардировщик подбивают зенитным огнём, выводя из строя последний рабочий двигатель
Девятаев совершает жёсткую посадку в холмистой местности, но все беглецы выживают. Почти сразу место крушения окружают советские бойцы, которые, поняв, что на борту были свои, оказывают помощь беглецам.
Вскоре после этого Девятаева в госпитале навещают военные, и он отмечает на трофейной карте, которая была в самолёте, основные места на острове, которые подвергаются массированной бомбардировке, а Девятаеву советуют крутить дырочку на кителе. Когда военные уходят, к нему подсаживается сотрудник НКВД, который требует назвать имя пособника, обучившего его основам управления He-111, аргументируя это тем, что даже немцам нужно не менее полугода, чтобы изучить этот самолёт. Девятаев, давший Ларину перед смертью обещание не говорить ничего отцу, отмалчивается…
Кадр сменяется 1957 годом, где Девятаев отвечает Григорию на его вопрос тем, что обещал молчать.
После выхода из автобуса, к Девятаеву и семье подъезжает автомобиль НКГБ и сотрудник госбезопасности просит Михаила проехать с ним. В закадровом тексте поясняется, что Девятаева все 12 лет после побега постоянно вызывали на допросы, и он каждый раз прощался с семьёй, боясь, что больше никогда к ним не вернётся. Но оказывается, что в этот раз его вызывали в Москву на вручение высокой награды.
В последней сцене Михаил Девятаев, удостоенный звания Героя Советского Союза, управляет вместе с сыном теплоходом «Ракета».
На последних кадрах (устремляющийся вдаль теплоход сменяется взлетающей ракетой) появляется пояснение, что благодаря сведениям, находившимся в угнанном самолёте, был построен первый искусственный спутник Земли.
Показ титров сопровождается демонстрацией фотографий из личного архива Михаила Девятаева.

## В ролях
| Актёр               | Роль                                                                                                  |
| ------------------- | --- |
| Павел Прилучный     | Михаил Петрович Девятаев, советский лётчик-истребитель                                                |
| Павел Чинарёв       | Николай Григорьевич Ларин, бывший советский лётчик-истребитель                                        |
| Алексей Филимонов   | Иван Григорьевич Корж (настоящее имя — Иван Павлович Кривоносов), соучастник побега Михаила Девятаева |
| Тимофей Трибунцев   | парикмахер в санитарном бараке концлагеря Заксенхаузен                                                |
| Александр Лыков     | Григорий Васильевич Ларин, отец Николая Ларина                                                        |
| Дарья Златопольская | Фая Девятаева, жена Михаила Девятаева                                                                 |
| Евгений Серзин      | Соколов                                                                                               |
| Дмитрий Лысенков    | Вилли                                                                                                 |
| Олег Чугунов        | Немченко                                                                                              |
| Никита Кологривый   | Рябой                                                                                                 |
| Антон Ксенев        | Сердюков                                                                                              |
| Владимир Лысенко    | немецкий техник                                                                                       |
| Илья Семёнов        | немецкий механик                                                                                      |
| Виталий Пьянов      | капо                                                                                                  |
| Владислав Спирин    | Карл                                                                                                  |
| Артём Драчёв        | Алексей Девятаев                                                                                      |
| Александр Петров    | немецкий офицер                                                                                       |
| Дмитрий Голованов   | солдат (в титрах не указан)                                                                           |
| Олег Ищенко         | унтер-офицер                                                                                          |
| Тимур Шамсутдинов   | пленный                                                                                               |
| Михаил Панчёха      | немецкий солдат                                                                                       |
| Максим Ханжов       | Кутергин                                                                                              |
| Туре Рифенштайн     | комендант                                                                                             |
| Патрик Йосвиг       | Клаус                                                                                                 |
| Михаэль Эпп         | гестаповец                                                                                            |
| Евгений Зайнетдинов | солдат (в титрах не указан)                                                                           |
| Юрий Цурило         | генерал                                                                                               |

## Производство
«Нужно понимать, что второго такого подвига в мировой истории не было и, надеюсь, уже не будет. Это подвиг уникальный, он вне времён и вне наций» (Александр Девятаев, сын лётчика-героя).
Фильм основан на реальных событиях — истории Героя Советского Союза М. П. Девятаева, решившегося на дерзкий побег из немецкого концлагеря вместе с группой военнопленных. Хотя часть документов, связанных с побегом из плена, была засекречена, герой войны написал две автобиографические книги, посвящённые этим событиям: «Полёт к солнцу» и «Побег из ада».
Съёмки фильма под названием «Фау-2. Побег из ада» (англ. V2. Escape from Hell) стартовали в марте 2020 года. Консультантом фильма выступил сын Михаила Девятаева — Александр Девятаев — профессор КГМУ.
Основная производственная кинокомпания — «Базелевс». Также в создании фильма участвовали «Военфильм», «МТС-Медиа» и телеканал «Россия-1». Это уже второй военный фильм режиссёра Тимура Бекмамбетова после картины «Пешаварский вальс» 1993 года. Фильм также является режиссёрским дебютом Сергея Трофимова, у которого есть прежние известные работы в качестве кинооператора, включая «Ночной Дозор».
Случайная встреча с родственниками Михаила Девятаева заставила Тимура Бекмамбетова прочувствовать сложную судьбу советских солдат во время Великой Отечественной войны. Позднее он говорил, что сильнее всего в истории М. П. Девятаева его впечатляет драма, развернувшаяся в жизни лётчика после окончания войны.
Тимур Бекмамбетов отметил: «„Девятаев“ — фильм про то, что он не предал, притом даже не свою страну, а своего друга. На мой взгляд, это и есть патриотизм — преданность своему слову, своим друзьям, я ценю эти качества в людях, из них рождается преданность стране. Война привлекательна для людей искусства тем, что люди оказываются в таких ситуациях, в которых проявляются их настоящие ценности и характеры».
По словам продюсера фильма Игоря Угольникова: «Это беспрецедентный подвиг в мировой истории, не имеющий аналогов. Угнать самолёт человеку, который весил 40 кг, измождённому узнику — это серьёзно. Ещё в этой истории есть некий детективный ход, вместе с самолётом он ещё и документацию „Фау“ также угнал.»
Фильм создавался на основе автобиографической повести М. П. Девятаева «Побег из ада»; сценаристы изучали архивные материалы и устройство самолётов. Тем не менее, в фильме добавлены художественные элементы для создания драматических сюжетных линий. Так, в картине есть вымышленный персонаж — Николай Ларин, который перешёл на сторону немцев. Это своеобразный антагонист главного героя, его присутствие в фильме добавляет остроты и напряжения сюжету картины. По мнению Т. Бекмамбетова, «персонаж Ларина показывает нам, что было бы с Девятаевым, поступи он иначе. Подвиг, который совершил Девятаев, — это победа, прежде всего, над собой и над обстоятельствами».
По словам Тимура Бекмамбетова, «фильм сложнее, чем просто стрелялка. Герои в течение фильма много раз оказываются перед сложным выбором, что такое дружба, верность, честь. Это то, ради чего мы ходим в кино».
Первоначально фильм должен был выйти в прокат в феврале 2020 года. Однако съёмки были временно приостановлены, а затем перенесены.
Сын Михаила Девятаева, Александр Михайлович Девятаев, который также был консультантом фильма, активно сотрудничал с Тимуром Бекмамбетовым с тем, чтобы сценарий фильма был написан как военная биография. По его словам: «Интернет завален фейками, и я надеюсь, что фильм расставит все точки над „i“».
По данным газеты «Комсомольская правда», «Девятаев» — четвёртый ожидаемый фильм о войне в 2021 году.

### Актёры
Главную роль в картине сыграл Павел Прилучный, в фильме также снимались Павел Чинарёв, Тимофей Трибунцев, Алексей Филимонов, Дмитрий Лысенков, Евгений Серзин, Дарья Златопольская и другие актёры .Актёр Павел Прилучный выступил на роль лётчика Михаила Девятаева. Первоначально Данила Козловский рассматривался на роль пилота, которая позже была заменена на Прилучного, который при этом изначально был выбран в качестве актёра для злодея Николая Ларина Говоря о роли истощённого Девятаева в концлагере, Прилучный отметил, что играть на этом финальном этапе было физически изнурительным, так как добровольный режим диеты позволил ему похудеть примерно на 15 килограммов. Прилучный был выбран из-за его связи с киноаудиторией, а также его способности передавать сентиментальные человеческие качества, связанные с героем-пилотом, и в то же время обладать упорной стойкой личностью. Он изучал документальные хроники войны, а чтобы изобразить на экране, как управлять воздушным оборудованием, прошёл курсы полётов.

### Съёмки
Основные съёмки проходили в павильонах «Ленфильма», Кронштадте, Санкт-Петербурге (посёлок Сиверский, бывший военный аэродром) и Казани. В 2020 году фильм вошёл в список восемнадцати кинопроектов, которые получили финансовую поддержку Фонда кино.
Воздушные бои фильма создавались с помощью игры War Thunder. Актёров, игравших лётчиков, усаживали в кабины настоящих самолётов, вокруг которых расставлялись светодиодные экраны — на них выводились кадры из игры. По словам Бекмамбетова, «Невозможно было снять 35 минут воздушных боёв так, как я себе это видел, — реалистично, красиво, остросюжетно. Пилотов, которые могут так летать на этих самолётах, уже не осталось… А я просто много играл в компьютерные авиационные симуляторы. Я вспомнил об этом и решил, что сниму не пилотов, геймеров-пилотов».
В фильме использована полноразмерная копия немецкого самолёта Heinkel He 111, реально участвовавшего в истории о побеге советского лётчика Михаила Девятаева с острова Узедом в Балтийском море. Его воссоздали в техническом комплексе киностудии «Военфильм». Также использовались копии американских истребителей «Аэрокобра».
2 апреля 2020 года стало известно, что в связи с пандемией коронавируса, «Ленфильм» временно приостановил съёмки картины. Тогда Тимур Бекмамбетов начал искать способы удалённой съёмки, чтобы продолжить производство фильма. В составе съёмочной группы были немецкие актёры, которые не могли приезжать на съёмки в Россию. Поэтому использовалось «сшивание» изображений: так игра немецких актёров попала в картину.

### Саундтрек
Музыка к фильму написана четырежды лауреатом премии «Золотой орёл» Юрием Потеенко.
Довоенную песню «Любимый город» в фильме исполнил фронтмен группы Rammstein Тилль Линдеманн. У немецкого певца есть ностальгическая история с этой песней с тех пор, как он услышал её в детстве, когда жил в городе Росток в ГДР. Идея включить песню в саундтрек фильма принадлежит самому певцу. По мнению Т. Линдеманна, эта песня, как и любая другая музыка, «создаёт мосты между народами». Российский певец Лев Лещенко высоко оценил исполнение песни «Любимый город» Т. Линдеманном.
В рамках продвижения фильма актёр Павел Прилучный устроил песенный флешмоб.
Все тексты написаны Никитой Богословским, вся музыка написана Евгением Долматовским.
| №  | Название        | Исполнитель                                     | Длительность |
| -- | --------------- | ----------------------------------------------- | ------------ |
| 1. | «Любимый город» | Тилль Линдеманн (международный) Павел Прилучный | 2:46         |

### Премьера
22 апреля 2021 года «Девятаев» стал фильмом открытия 43-го Московского международного кинофестиваля (ММКФ).
Специальная предпремьера картины состоялась 26 апреля 2021 года в московском кинотеатре «Поклонка».
С 26 апреля по 16 мая 2021 года в Музее Победы в Москве прошла бесплатная выставка «Лётчик Михаил Девятаев. Жизнь как подвиг», посвящённая жизни лётчика-истребителя Красной армии Михаила Петровича Девятаева и приуроченная к премьерному показу фильма.
В широкий прокат в России фильм вышел 29 апреля 2021 года.
Помимо русскоязычного релиза, в прокат в кинотеатрах ЕС и США выйдет и англоязычный вариант фильма под названием «Фау-2. Побег из ада» (V2. Escape From Hell), который имеет некоторые отличия от русской версии.
Телевизионная премьера фильма состоялась 9 мая 2022 года, в День Победы, на телеканале «Россия-1».

## Отзывы и оценки
В российской прессе фильм получил сдержанно-положительные оценки критиков: по данным «Кинопоиска», 69 % обзоров были положительными, по данным агрегатора рецензий «Критиканство», преобладали положительные рецензии со средней оценкой около 6/10. Положительно о фильме отзывались в изданиях «Медуза», «Сеанс», «КоммерсантЪ», «Аргументы и факты». Авторы изданий «Искусство кино», Фильм.ру, Time Out, GQ, «Фонтанка», «Труд» опубликовали более нейтрально-скептически рецензии на «Девятаева». Резкому разгрому фильм подвергли Александр Кондрашов в «Литературной газете», Ингвар Коротков в «Экспресс-газете», портал «Aftershock» и популярный видеоблогер Дмитрий «Гоблин» Пучков.
Антон Долин в «Медузе» назвал фильм «отличным приключенческим фильмом, из которого вымыты даже намёки на любую идеологию или пропаганду», но отметил, что «как любой коммерческий жанровый фильм по историческим событиям обречён на грубые обобщения и фактические неточности».
Стас Тыркин в «Комсомольской правде» отметил, что в фильме подробно фиксируется героический подвиг Девятаева … «это „компьютерное“ кино, как может, старается рассказывать не только о железяках, совершающих кульбиты в воздухе, но и о людях, которые героически в них сидят». Рецензенты от «Кинорепортёра» до Intermedia аплодировали выступлению Павла Прилучного: «Зато лётчик оказывается невероятно близок всем нам — и за эту добросовестно сыгранную человечность — низкий поклон Павлу Прилучному, сам факт появления которого в этом фильме уже сродни знаку качества».

Вадим Рутковский, «CoolConnections»: 
Фильму ближе жёсткость и адреналиновый драйв «Перехода» Джея Ли Томпсона, а не батальная корректность, скажем, «Сталинграда»; и война здесь — как в американской традиции: смертельно опасное, но приключение, дело для настоящих мужчин. Если что «Девятаев» и пропагандирует, так дерзость, бесстрашие, «сам погибай, а товарища выручай» и дружба — святое. Потому этот текст, начинающийся изображением Павла Прилучного в заглавной роли, логично заканчивается кадром, где в бой вступает Павел Чинарёв — заклятый друг и близкий враг Ларин. О, сюжет!
Павел Пугачёв, «КиноПоиск»:
Образная система предельно прямолинейна. Девятаев не может жить без неба, поэтому во всех интерьерах окна будут под самый потолок. Девятаев находится на распутье — кадр заливает кроваво-красным светом от нацистских знамён, развешанных вместо штор. Из-за контрастного освещения и обилия ракурсной съёмки фильм напоминает комикс. Замкнутость пространства лагеря подчеркивается крупными и сверхкрупными планами. Экшен-сцены Бекмамбетов, его сорежиссёр Сергей Трофимов (сам по основной профессии оператор) и оператор Елена Иванова предпочитают снимать на длинном фокусе и активно используют зумирование. Но привычного для современного боевика визуального хаоса тут нет, напротив, по монтажу это на редкость выверенная работа.
Дмитрий Кайстро для «Смотрим» заявляет: «Таких ярких фильмов зрители ещё не видели. Это удивительный сплав, синтез, где с одной стороны — мощь блокбастера, а с другой — достоверность, лиричность и нежность советских военных фильмов.»
Ксения Реутова в издании «Kinoafisha.info» оценила как «самый увлекательный, неожиданный и в хорошем смысле бесшабашный военный блокбастер за долгие годы». Автор интернет-портала «Фильм.ру» Ефим Гугнин считает, что главная беда картины «Девятаев» в том, что «фильм слишком боится выйти за пределы военного канона, все любопытные отступления им мгновенно забываются».
Обозреватели газеты «Завтра» считают, что в производстве фильма всё получилось согласно русской пословице — «У семи нянек дитя без глазу». Два режиссёра, три продюсера и пять сценаристов. «В лучших традициях современности нам были продемонстрированы очередные пустышки — топорный сценарий, корявые компьютерные эффекты, модный намёк на гомосексуализм и головная боль у людей образованных. После „Девятаева“ в который раз понимаешь — не стоит критиковать современные фильмы о Великой Отечественной — всегда найдётся новое дно, снизу которого постучится очередной Бекмамбетов».
После премьеры на 43-м Московском международном кинофестивале (ММКФ) фильм получил положительные отзывы Филиппа Киркорова, Светланы Дружининой и некоторых других первых зрителей.

### Кассовые сборы
Бюджет фильма составляет 625 миллионов рублей (~10 миллионов долларов) при помощи Государственного фонда кино в размере 200 миллионов рублей. Фильм открылся[уточнить] в российском прокате на втором месте. Фильм собрал в общей сложности 309 832 091[уточнить] рублей.